# Partecipanti alla Eschborn-Francoforte 2024
Elenco dei partecipanti all'Eschborn-Francoforte 2024.
L'Eschborn-Francoforte 2024 è stata la sessantunesima edizione della corsa. Alla competizione presero parte diciannove squadre: quattordici iscritte all'UCI World Tour 2024 e cinque dell'UCI ProTeam.
Ciascuna delle squadre è composta da sette ciclisti, per un totale di 133 ciclisti accreditati alla partenza.

## Corridori per squadra
Nota: R ritirato, NP non partito, FT fuori tempo, SQ squalificato
| Alpecin-Deceuninck  | Alpecin-Deceuninck   | Alpecin-Deceuninck  | Bora-Hansgrohe            | Bora-Hansgrohe            | Bora-Hansgrohe            | Q36.5 Pro Cycling Team          | Q36.5 Pro Cycling Team          | Q36.5 Pro Cycling Team          |
| ------------------- | -------------------- | ------------------- | ------------------------- | ------------------------- | ------------------------- | ------------------------------- | ------------------------------- | ------------------------------- |
| N°                  | Ciclista             | Clas.               | N°                        | Ciclista                  | Clas.                     | N°                              | Ciclista                        | Clas.                           |
| 1                   | Søren Kragh Andersen | 8°                  | 11                        | Maximilian Schachmann     | 34°                       | 21                              | Matteo Badilatti                | 27°                             |
| 2                   | Juri Hollmann        | 46°                 | 12                        | Roger Adrià               | 5°                        | 22                              | Gianluca Brambilla              | R                               |
| 3                   | Axel Laurance        | 32°                 | 13                        | Cesare Benedetti          | 72°                       | 23                              | Fabio Christen                  | 56°                             |
| 4                   | Xandro Meurisse      | 86°                 | 14                        | Emanuel Buchmann          | 23°                       | 24                              | David de la Cruz                | 16°                             |
| 5                   | Henri Uhlig          | 61°                 | 15                        | Marco Haller              | 21°                       | 25                              | Alessandro Fancellu             | R                               |
| 6                   | Stan Van Tricht      | R                   | 16                        | Sergio Higuita            | 26°                       | 26                              | Frederik Frison                 | 60°                             |
| 7                   | Luca Vergallito      | 31°                 | 17                        | Frederik Wandahl          | 70°                       | 27                              | Jannik Steimle                  | R                               |
| UAE Team Emirates   | UAE Team Emirates    | UAE Team Emirates   | Team DSM-Firmenich PostNL | Team DSM-Firmenich PostNL | Team DSM-Firmenich PostNL | Uno-X Mobility                  | Uno-X Mobility                  | Uno-X Mobility                  |
| N°                  | Ciclista             | Clas.               | N°                        | Ciclista                  | Clas.                     | N°                              | Ciclista                        | Clas.                           |
| 31                  | Nils Politt          | 66°                 | 41                        | John Degenkolb            | 76°                       | 51                              | Alexander Kristoff              | 45°                             |
| 32                  | Filippo Baroncini    | 53°                 | 42                        | Patrick Eddy              | R                         | 52                              | Jonas Abrahamsen                | 51°                             |
| 33                  | Sjoerd Bax           | 37°                 | 43                        | Enzo Leijnse              | 83°                       | 53                              | Odd Christian Eiking            | 29°                             |
| 34                  | Jan Christen         | 15°                 | 44                        | Niklas Märkl              | R                         | 54                              | Markus Hoelgaard                | 10°                             |
| 35                  | Alessandro Covi      | R                   | 45                        | Tim Naberman              | R                         | 55                              | Ådne Holter                     | 28°                             |
| 36                  | Marc Hirschi         | 9°                  | 46                        | Frank van den Broek       | 20°                       | 56                              | Rasmus Tiller                   | 79°                             |
| 37                  | Diego Ulissi         | 12°                 | 47                        | Kevin Vermaerke           | 7°                        | 57                              | Søren Wærenskjold               | 38°                             |
| Israel-Premier Tech | Israel-Premier Tech  | Israel-Premier Tech | Lidl-Trek                 | Lidl-Trek                 | Lidl-Trek                 | Lotto Dstny                     | Lotto Dstny                     | Lotto Dstny                     |
| N°                  | Ciclista             | Clas.               | N°                        | Ciclista                  | Clas.                     | N°                              | Ciclista                        | Clas.                           |
| 61                  | Riley Sheehan        | 3°                  | 71                        | Thibau Nys                | 13°                       | 81                              | Maxim Van Gils                  | 1°                              |
| 62                  | Derek Gee            | 14°                 | 72                        | Giulio Ciccone            | 36°                       | 82                              | Johannes Adamietz               | 88°                             |
| 63                  | Mason Hollyman       | 65°                 | 73                        | Tim Declercq              | 62°                       | 83                              | Jasper De Buyst                 | R                               |
| 64                  | Hugo Houle           | 71°                 | 74                        | Fabio Felline             | 59°                       | 84                              | Thomas De Gendt                 | R                               |
| 65                  | Oded Kogut           | R                   | 75                        | Jacopo Mosca              | R                         | 85                              | Pascal Eenkhoorn                | R                               |
| 66                  | Mads Würtz Schmidt   | 54°                 | 76                        | Mathias Vacek             | 47°                       | 86                              | Arjen Livyns                    | R                               |
| 67                  | Michael Schwarzmann  | R                   | 77                        | Otto Vergaerde            | 87°                       | 87                              | Liam Slock                      | 49°                             |
| Soudal Quick-Step   | Soudal Quick-Step    | Soudal Quick-Step   | EF Education-EasyPost     | EF Education-EasyPost     | EF Education-EasyPost     | Team Jayco AlUla                | Team Jayco AlUla                | Team Jayco AlUla                |
| N°                  | Ciclista             | Clas.               | N°                        | Ciclista                  | Clas.                     | N°                              | Ciclista                        | Clas.                           |
| 91                  | Paul Magnier         | R                   | 101                       | Neilson Powless           | 22°                       | 111                             | Caleb Ewan                      | R                               |
| 92                  | Ayco Bastiaens       | R                   | 102                       | Owain Doull               | 80°                       | 112                             | Felix Engelhardt                | 58°                             |
| 93                  | Gil Gelders          | R                   | 103                       | Ben Healy                 | 74°                       | 113                             | Anders Foldager                 | 41°                             |
| 94                  | Yves Lampaert        | 52°                 | 104                       | Lukas Nerurkar            | 4°                        | 114                             | Kelland O'Brien                 | 94°                             |
| 95                  | Fausto Masnada       | 30°                 | 105                       | Darren Rafferty           | 33°                       | 115                             | Mauro Schmid                    | R                               |
| 96                  | Pepijn Reinderink    | 55°                 | 106                       | Jonas Rutsch              | 17°                       | 116                             | Callum Scotson                  | 25°                             |
| 97                  | Warre Vangheluwe     | 95°                 | 107                       | Jardi van der Lee         | R                         | 117                             | Max Walscheid                   | 77°                             |
| Arkéa-B&B Hotels    | Arkéa-B&B Hotels     | Arkéa-B&B Hotels    | Bahrain Victorious        | Bahrain Victorious        | Bahrain Victorious        | Decathlon AG2R La Mondiale Team | Decathlon AG2R La Mondiale Team | Decathlon AG2R La Mondiale Team |
| N°                  | Ciclista             | Clas.               | N°                        | Ciclista                  | Clas.                     | N°                              | Ciclista                        | Clas.                           |
| 121                 | Vincenzo Albanese    | 57°                 | 131                       | Nikias Arndt              | R                         | 141                             | Sam Bennett                     | R                               |
| 122                 | Amaury Capiot        | 92°                 | 132                       | Yukiya Arashiro           | 84°                       | 142                             | Edvald Boasson Hagen            | 78°                             |
| 123                 | Thibault Guernalec   | 93°                 | 133                       | Nicolò Buratti            | 85°                       | 143                             | Dries De Bondt                  | 81°                             |
| 124                 | Simon Guglielmi      | 75°                 | 134                       | Matevž Govekar            | 39°                       | 144                             | Sander De Pestel                | 63°                             |
| 125                 | Laurens Huys         | R                   | 135                       | Jack Haig                 | NP                        | 145                             | Stan Dewulf                     | 82°                             |
| 126                 | Mathis Le Berre      | 67°                 | 136                       | Wout Poels                | 35°                       | 146                             | Pierre Gautherat                | 42°                             |
| 127                 | Matis Louvel         | R                   | 137                       | Cameron Scott             | R                         | 147                             | Oliver Naesen                   | R                               |
| Movistar Team       | Movistar Team        | Movistar Team       | Intermarché-Wanty         | Intermarché-Wanty         | Intermarché-Wanty         | Tudor Pro Cycling Team          | Tudor Pro Cycling Team          | Tudor Pro Cycling Team          |
| N°                  | Ciclista             | Clas.               | N°                        | Ciclista                  | Clas.                     | N°                              | Ciclista                        | Clas.                           |
| 151                 | Iván García Cortina  | 43°                 | 161                       | Georg Zimmermann          | 19°                       | 171                             | Hannes Wilksch                  | 73°                             |
| 152                 | Alex Aranburu        | 2°                  | 162                       | Kobe Goossens             | 6°                        | 172                             | Nils Brun                       | 93°                             |
| 153                 | Mathias Norsgaard    | 89°                 | 163                       | Gerben Kuypers            | 69°                       | 173                             | Aloïs Charrin                   | R                               |
| 154                 | Manlio Moro          | R                   | 164                       | Laurenz Rex               | R                         | 174                             | Lucas Eriksson                  | 24°                             |
| 155                 | Vinícius Rangel      | 90°                 | 165                       | Lorenzo Rota              | R                         | 175                             | Miká Heming                     | R                               |
| 156                 | Sergio Samitier      | 18°                 | 166                       | Mike Teunissen            | 40°                       | 176                             | Simon Pellaud                   | 48°                             |
| 157                 | Gonzalo Serrano      | 44°                 | 167                       | Gijs Van Hoecke           | R                         | 177                             | Joël Suter                      | 96°                             |
| Cofidis             |                      |                     |                           |                           |                           |                                 |                                 |                                 |
| N°                  | Ciclista             | Clas.               |                           |                           |                           |                                 |                                 |                                 |
| 181                 | Axel Zingle          | 50°                 |                           |                           |                           |                                 |                                 |                                 |
| 182                 | Piet Allegaert       | R                   |                           |                           |                           |                                 |                                 |                                 |
| 183                 | Aimé De Gendt        | 64°                 |                           |                           |                           |                                 |                                 |                                 |
| 184                 | Alexis Gougeard      | R                   |                           |                           |                           |                                 |                                 |                                 |
| 185                 | Gorka Izagirre       | 68°                 |                           |                           |                           |                                 |                                 |                                 |
| 186                 | Jonathan Lastra      | 11°                 |                           |                           |                           |                                 |                                 |                                 |
| 187                 | Ludovic Robeet       | R                   |                           |                           |                           |                                 |                                 |                                 |